# مرحله مقدماتی جام جهانی فوتبال ۱۹۳۴
مرحله مقدماتی جام جهانی فوتبال ۱۹۳۴ با شرکت ۳۲ تیم برای انتخاب ۱۶ تیم جام جهانی فوتبال ۱۹۳۴ از ژوئن ۱۹۳۳ تا مه ۱۹۳۴ میلادی برگزار شده‌است.

## گروه ۱
| رتبه | تیم     | بازی | برد | مساوی | باخت | گل زده | گل خورده | میانگین گل | امتیاز |
| ---- | ------- | ---- | --- | ----- | ---- | ------ | -------- | ---------- | ------ |
| ۱    | سوئد    | ۲    | ۲   | ۰     | ۰    | ۸      | ۲        | ۴٫۰۰       | ۴      |
| ۲    | لیتوانی | ۱    | ۰   | ۰     | ۱    | ۰      | ۲        | ۰٫۰۰       | ۰      |
| ۳    | استونی  | ۱    | ۰   | ۰     | ۱    | ۲      | ۶        | ۰٫۳۳       | ۰      |

| ۸ تیر ۱۳۱۲ | لیتوانی | ۰–۲ | سوئد            | کاوناس، لیتوانی                                       |
|            |         |     | هانسون ۵۵'، ۶۵' | ورزشگاه: کاریوومنس تماشاگران: ۶،۰۰۰ داور: آگوست سیلبر |

از آنجایی که صعود سوئد قطعی شد نیازی به انجام بازی لیتوانی و استونی نبود.

## گروه ۲
| رتبه | تیم     | بازی | برد | مساوی | باخت | گل زده | گل خورده | میانگین گل | امتیاز |
| ---- | ------- | ---- | --- | ----- | ---- | ------ | -------- | ---------- | ------ |
| ۱    | اسپانیا | ۲    | ۲   | ۰     | ۰    | ۱۱     | ۱        | ۱۱٫۰       | ۴      |
| ۲    | پرتغال  | ۲    | ۰   | ۰     | ۲    | ۱      | ۱۱       | ۰٫۰۹       | ۰      |

| ۲۰ اسفند ۱۳۱۲ | اسپانیا                                                                          | ۹–۰ | پرتغال | مادرید، اسپانیا                                          |
|               | گونزالس ۳' · لانگارا ۱۳'، ۱۴' (پ)، ۴۶'، ۷۱'، ۸۵' · رگویرو ۶۷'، ۷۰' · ونتولرا ۶۸' |     |        | ورزشگاه: چامارتین تماشاگران: ۵۰،۰۰۰ داور: رافائل ون پراگ |

| ۸ تیر ۱۳۱۲ | پرتغال    | ۱–۲ | اسپانیا          | لیسبون، پرتغال                                            |
|            | سیلوا ۱۰' |     | لانگارا ۱۲'، ۲۵' | ورزشگاه: دو لومیار تماشاگران: ۳۵،۰۰۰ داور: رافائل ون پراگ |

## گروه ۳
| رتبه | تیم     | بازی | برد | مساوی | باخت | گل زده | گل خورده | میانگین گل | امتیاز |
| ---- | ------- | ---- | --- | ----- | ---- | ------ | -------- | ---------- | ------ |
| ۱    | ایتالیا | ۱    | ۱   | ۰     | ۰    | ۴      | ۰        | ∞          | ۲      |
| ۲    | یونان   | ۱    | ۰   | ۰     | ۱    | ۰      | ۴        | ۰٫۰۰       | ۰      |

| ۵ فروردین ۱۳۱۳ | ایتالیا                                   | ۴–۰ | یونان | میلان، ایتالیا                                    |
|                | گواریسی ۴۰' · مئاتزا ۴۴'، ۷۱' · فراری ۶۹' |     |       | ورزشگاه: سن سیرو تماشاگران: ۲۰،۰۰۰ داور: رنه مرست |

## گروه ۴
| رتبه | تیم       | بازی | برد | مساوی | باخت | گل زده | گل خورده | میانگین گل | امتیاز |
| ---- | --------- | ---- | --- | ----- | ---- | ------ | -------- | ---------- | ------ |
| ۱    | مجارستان  | ۲    | ۲   | ۰     | ۰    | ۸      | ۲        | ۴٫۰۰       | ۴      |
| ۲    | اتریش     | ۱    | ۱   | ۰     | ۰    | ۶      | ۱        | ۶٫۰۰       | ۲      |
| ۳    | بلغارستان | ۳    | ۰   | ۰     | ۳    | ۳      | ۱۴       | ۰٫۲۱       | ۰      |

| ۵ فروردین ۱۳۱۳ | بلغارستان   | ۱–۴ | مجارستان                                      | صوفیه، بلغارستان                                              |
|                | بایکوشف ۲۷' |     | سروسی ۲۹' · زابو ۶۱' · تولدی ۶۸' · مارکوس ۸۹' | ورزشگاه: بالگارسکا آرمیا تماشاگران: ۱۰،۰۰۰ داور: دنیس زیفاندو |

| ۵ اردیبهشت ۱۳۱۳ | اتریش                                                      | ۶–۱ | بلغارستان   | وین، اتریش                                                  |
|                 | هورواث ۱۹'، ۲۲'، ۳۳' · زیسچک ۵۹' · فیرتل ۶۲' · زیندلار ۶۷' |     | لوزانوف ۶۶' | ورزشگاه: ارنسنت هاپل تماشاگران: ۲۵،۰۰۰ داور: فرانتیچک سنجار |

| ۹ اردیبهشت ۱۳۱۳ | مجارستان                     | ۴–۱ | بلغارستان   | بوداپست، مجارستان                                                |
|                 | زابو ۹'، ۵۸' · سلتی ۶۰'، ۷۳' |     | تودوروف ۶۱' | ورزشگاه: هیدگکوتی ناندور تماشاگران: ۱۰،۰۰۰ داور: هانس فرانکشتاین |

## گروه ۵
| رتبه | تیم      | بازی | برد | مساوی | باخت | گل زده | گل خورده | میانگین گل | امتیاز |
| ---- | -------- | ---- | --- | ----- | ---- | ------ | -------- | ---------- | ------ |
| ۱    | چکسلواکی | ۱    | ۱   | ۰     | ۰    | ۲      | ۱        | ۲٫۰۰       | ۲      |
| ۲    | لهستان   | ۱    | ۰   | ۰     | ۱    | ۱      | ۲        | ۰٫۵        | ۰      |

| ۱۳ مهر ۱۳۱۲ | لهستان          | ۱–۲ | چکسلواکی              | ورشو، لهستان                                                  |
|             | مارتینا ۵۲' (پ) |     | سیلنی ۳۳' · پلکنر ۷۷' | ورزشگاه: وویسکا پولسکیگو تماشاگران: ۱۶،۰۰۰ داور: دنیس زیفاندو |

| ۲۶ فروردین ۱۳۱۳ | چکسلواکی | ۲–۰ (اعطا شده) | لهستان | پراگ، چکسلواکی |
| یادداشت: لهستان برای دومین مسابقه قادر به سفر به پراگ نبود زیرا کشور لهستان ویزای این تیم را به دلیل مسائل سیاسی چکسلواکی و لهستان رد کرد. بنابراین نتیجه ۲ بر ۰ به سود چکسلواکی شد. |          |                |        |                |

## گروه ۶
| رتبه | تیم      | بازی | برد | مساوی | باخت | گل زده | گل خورده | میانگین گل | امتیاز |
| ---- | -------- | ---- | --- | ----- | ---- | ------ | -------- | ---------- | ------ |
| ۱    | سوئیس    | ۲    | ۱   | ۱     | ۰    | ۴      | ۲        | ۲٫۰۰       | ۳      |
| ۲    | رومانی   | ۲    | ۱   | ۰     | ۱    | ۲      | ۳        | ۰٫۶۷       | ۲      |
| ۳    | یوگسلاوی | ۲    | ۰   | ۱     | ۱    | ۳      | ۴        | ۰٫۷۵       | ۱      |

| ۲ مهر ۱۳۱۲ | یوگسلاوی                   | ۲–۲ | سوئیس                 | بلگراد، یوگسلاوی                                     |
|            | کراگیچ ۵۰' · مارجانویچ ۶۱' |     | فریجریو ۷۶' · جگی ۸۰' | ورزشگاه: بی‌اس‌کی تماشاگران: ۱۷،۰۰۰ داور: آلوئیس برانک |

| ۷ آبان ۱۳۱۲ | سوئیس                                | ۲–۲ | رومانی              | برن، سوئیس                                            |
|             | هافشمید ۷۵' · هوخستروسو ۸۰' (پنالتی) |     | سپی ۱۸' · دوبای ۶۷' | ورزشگاه: وانکدورف تماشاگران: ۱۵،۰۰۰ داور: هانس بوکمان |

| ۹ اردیبهشت ۱۳۱۳ | رومانی                        | ۲–۱ | یوگسلاوی   | بخارست، رومانی                                      |
|                 | ساندور شوارتز ۳۸' · دوبای ۷۴' |     | کراگیچ ۷۱' | ورزشگاه: جمهوری تماشاگران: ۲۰،۰۰۰ داور: جان لانگنوس |

## گروه ۷
| رتبه | تیم               | بازی | برد | مساوی | باخت | گل زده | گل خورده | میانگین گل | امتیاز |
| ---- | ----------------- | ---- | --- | ----- | ---- | ------ | -------- | ---------- | ------ |
| ۱    | هلند              | ۲    | ۲   | ۰     | ۰    | ۹      | ۴        | ۲٫۲۵       | ۴      |
| ۲    | بلژیک             | ۲    | ۰   | ۱     | ۱    | ۶      | ۸        | ۰٫۷۵       | ۱      |
| ۳    | ایرلندی دولت آزاد | ۲    | ۰   | ۱     | ۱    | ۶      | ۹        | ۰٫۶۷       | ۱      |

| ۶ اسفند ۱۳۱۲ | دولت آزاد ایرلند       | ۴–۴ | بلژیک                                                             | دوبلین، دولت آزاد ایرلند                                      |
|              | مور ۲۷'، ۴۸'، ۵۶'، ۷۵' |     | کاپله ۱۵' · استنلی واندن اینده ۳۰' · فرانسوا واندن اینده ۴۷'، ۶۰' | ورزشگاه: پارک ورزشی دایمونت تماشاگران: ۳۵،۰۰۰ داور: توماس کرو |

| ۱۹ فروردین ۱۳۱۳ | هلند                                            | ۵–۲ | دولت آزاد ایرلند       | آمستردام، هلند                                        |
|                 | کیک اسمیت ۴۱'، ۸۵' · باخویس ۶۷'، ۷۸' · فنته ۸۳' |     | اسکوایرز ۴۴' · مور ۵۷' | ورزشگاه: آمستردام تماشاگران: ۳۸،۰۰۰ داور: اوتو اولسون |

| ۹ اردیبهشت ۱۳۱۳ | بلژیک                             | ۲–۴ | هلند                                       | آنتورپ، بلژیک                                     |
|                 | گریمونپرز ۵۱' · برنارد فورهوف ۷۱' |     | کیک اسمیت ۶۰' · باخویس ۶۲'، ۸۴' · فنته ۶۴' | ورزشگاه: بوسیل تماشاگران: ۴۲،۰۰۰ داور: استنلی راس |

## گروه ۸
| رتبه | تیم        | بازی | برد | مساوی | باخت | گل زده | گل خورده | میانگین گل | امتیاز |
| ---- | ---------- | ---- | --- | ----- | ---- | ------ | -------- | ---------- | ------ |
| ۱    | آلمان      | ۱    | ۱   | ۰     | ۰    | ۹      | ۱        | ۹٫۰۰       | ۲      |
| ۲    | فرانسه     | ۱    | ۱   | ۰     | ۰    | ۶      | ۱        | ۶٫۰۰       | ۲      |
| ۳    | لوکزامبورگ | ۲    | ۰   | ۰     | ۲    | ۲      | ۱۵       | ۰٫۱۳       | ۰      |

| ۲۰ اسفند ۱۳۱۲ | لوکزامبورگ | ۱–۹ | آلمان                                                                       | لوکزامبورگ، لوکزامبورگ                                 |
|               | منگل ۲۷'   |     | راسلنبرگ ۲'، ۳۵'، ۵۷'، ۸۹' · ویگولد ۱۲' · آلبرشت ۲۴' · هوهمان ۳۰'، ۵۲'، ۵۳' | ورزشگاه: جسی بارتل تماشاگران: ۱۴،۵۰۰ داور: جان ده وولف |

| ۲۶ فروردین ۱۳۱۳ | لوکزامبورگ | ۱–۶ | فرانسه                                                  | لوکزامبورگ، لوکزامبورگ                                     |
|                 | اسپیچر ۴۷' |     | آستون ۳' · نیکولاس ۲۶'، ۶۷'، ۸۵'، ۸۹' (پ) · لیبراتی ۸۰' | ورزشگاه: جسی بارتل تماشاگران: ۱۸،۰۰۰ داور: مارک تورفکروایر |

## گروه ۹
کشور پرو انصراف داد و برزیل به جام جهانی صعود کرد.

## گروه ۱۰
کشور شیلی انصراف داد و آرژانتین به جام جهانی صعود کرد.

## گروه ۱۱

### مرحله اول
| رتبه | تیم    | بازی | برد | مساوی | باخت | گل زده | گل خورده | میانگین گل | امتیاز |
| ---- | ------ | ---- | --- | ----- | ---- | ------ | -------- | ---------- | ------ |
| ۱    | کوبا   | ۳    | ۲   | ۱     | ۰    | ۱۰     | ۲        | ۵٫۰۰       | ۵      |
| ۲    | هائیتی | ۳    | ۰   | ۱     | ۲    | ۲      | ۱۰       | ۰٫۲۰       | ۱      |

| ۸ بهمن ۱۳۱۲ | هائیتی           | ۱–۳ | کوبا                                               | پورتو پرنس، هائیتی                                             |
| ۱۸:۰۰       | سنت فورت ۸۵' (پ) |     | لوپز ۲۰' (پ) · هکتور سوکورو ۶۱' · آنجل مارتینز ۶۴' | ورزشگاه: استاد سیلویو کاتور تماشاگران: ۶،۰۰۰ داور: جان ویلیامز |

| ۱۲ بهمن ۱۳۱۲ | هائیتی           | ۱–۱ | کوبا     | پورتو پرنس، هائیتی                                             |
| ۱۸:۰۰        | سنت فورت ۲۵' (پ) |     | لوپز ۸۵' | ورزشگاه: استاد سیلویو کاتور تماشاگران: ۶،۰۰۰ داور: جان ویلیامز |

| ۱۵ بهمن ۱۳۱۲ | هائیتی | ۰–۶ | کوبا                                                                        | پورتو پرنس، هائیتی                                             |
| ۱۸:۰۰        |        |     | هکتور سوکورو ۵' · لوپز ۱۸'، ۸۶' · فرانسیسکو سوکورو ۳۷' · فرر ۶۲' · سوتو ۷۸' | ورزشگاه: استاد سیلویو کاتور تماشاگران: ۵،۰۰۰ داور: جان ویلیامز |

### مرحله دوم
| رتبه | تیم   | بازی | برد | مساوی | باخت | گل زده | گل خورده | میانگین گل | امتیاز |
| ---- | ----- | ---- | --- | ----- | ---- | ------ | -------- | ---------- | ------ |
| ۱    | مکزیک | ۳    | ۳   | ۰     | ۰    | ۱۲     | ۳        | ۴٫۰۰       | ۶      |
| ۲    | کوبا  | ۳    | ۰   | ۰     | ۳    | ۳      | ۱۲       | ۰٫۲۵       | ۰      |

| ۱۳ اسفند ۱۳۱۲ | مکزیک              | ۳–۲ | کوبا          | مکزیکو سیتی، مکزیک                                          |
|               | مهیا ۱۲'، ۱۴'، ۱۶' |     | لوپز ۴۰'، ۶۳' | ورزشگاه: پارک نیکاکسا تماشاگران: ۲۰،۰۰۰ داور: ادوارد دوناگی |

| ۲۰ اسفند ۱۳۱۲ | مکزیک                                    | ۵–۰ | کوبا | مکزیکو سیتی، مکزیک                                          |
|               | سوتا ۲۴' · مهیا ۳۱'، ۴۰'، ۷۹' · روزس ۷۲' |     |      | ورزشگاه: پارک نیکاکسا تماشاگران: ۲۲،۰۰۰ داور: ادوارد دوناگی |

| ۲۷ اسفند ۱۳۱۲ | مکزیک                                        | ۴–۱ | کوبا     | مکزیکو سیتی، مکزیک                                          |
|               | آلونسو ۳۲'، ۷۵' · رووالکابا ۴۱' · مارکوس ۵۵' |     | لوپز ۱۵' | ورزشگاه: پارک نیکاکسا تماشاگران: ۱۰،۰۰۰ داور: ادوارد دوناگی |

### مرحله پایانی
| رتبه | تیم                 | بازی | برد | مساوی | باخت | گل زده | گل خورده | میانگین گل | امتیاز |
| ---- | ------------------- | ---- | --- | ----- | ---- | ------ | -------- | ---------- | ------ |
| ۱    | ایالات متحده آمریکا | ۱    | ۱   | ۰     | ۰    | ۴      | ۲        | ۲٫۰۰       | ۲      |
| ۲    | مکزیک               | ۱    | ۰   | ۰     | ۱    | ۲      | ۴        | ۰٫۵۰       | ۰      |

## گروه ۱۲
| رتبه | تیم                    | بازی   | برد    | مساوی  | باخت   | گل زده | گل خورده | میانگین گل | امتیاز |
| ---- | ---------------------- | ------ | ------ | ------ | ------ | ------ | -------- | ---------- | ------ |
| ۱    | مصر                    | ۲      | ۲      | ۰      | ۰      | ۱۱     | ۲        | ۵٫۵۰       | ۴      |
| ۲    | Palestine/Eretz Israel | ۲      | ۰      | ۰      | ۲      | ۲      | ۱۱       | ۰٫۱۸       | ۰      |
| —    | ترکیه                  | انصراف | انصراف | انصراف | انصراف | انصراف | انصراف   | انصراف     | انصراف |

| ۲۵ اسفند ۱۳۱۲ | مصر                                               | ۷–۱ | فلسطین/اسرائیل | قاهره، مصر                                                   |
|               | التتش ۱۱'، ۳۵'، ۵۱' · طه ۲۱'، ۷۹' · لطیف ۴۳'، ۸۷' |     | نودلمان ۶۱'    | ورزشگاه: زمین ارتش انگلیس تماشاگران: ۱۳،۰۰۰ داور: استنلی ولز |

| ۱۷ فروردین ۱۳۱۳ | فلسطین/اسرائیل | ۱–۴ | مصر                                | تل آویو، فلسطین/اسرائیل                             |
|                 | سوکنیک ۵۴'     |     | لطیف ۲' · التتش ۷'، ۲۲' · فوزی ۳۵' | ورزشگاه: پالمس تماشاگران: ۸،۰۰۰ داور: فردریک گودزبی |

## تیم‌های شرکت کننده

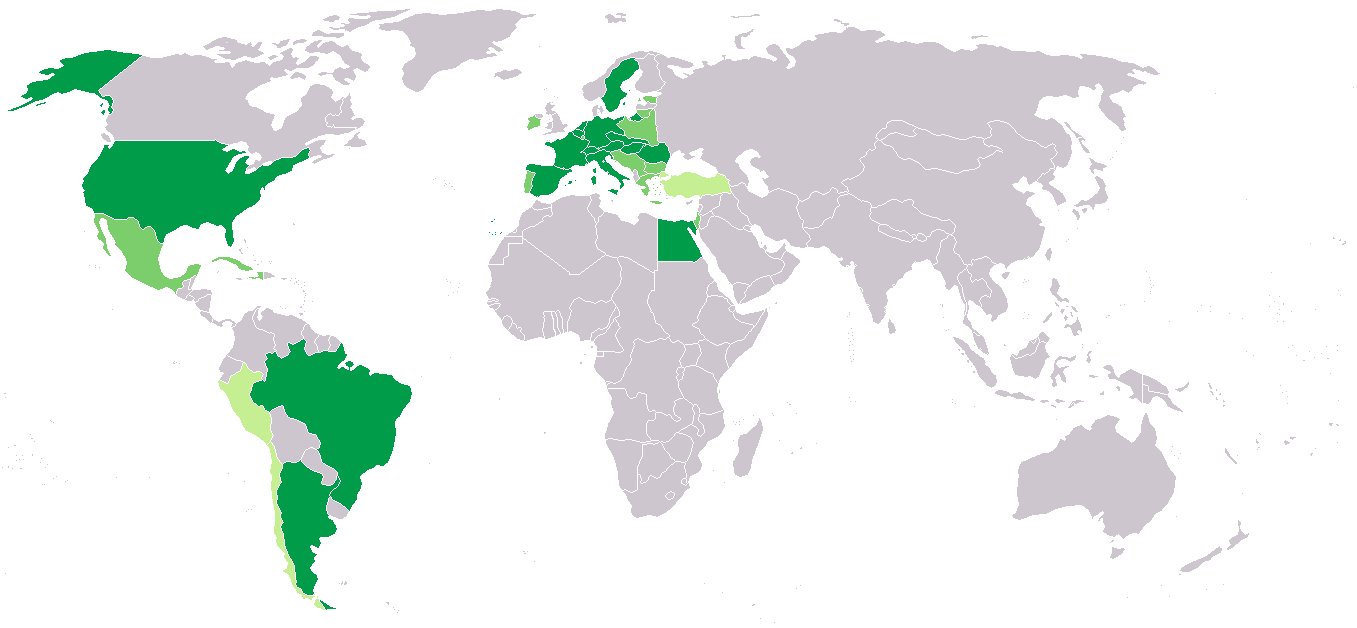
کشورهای صعود کرده به جام جهانی ۱۹۳۴

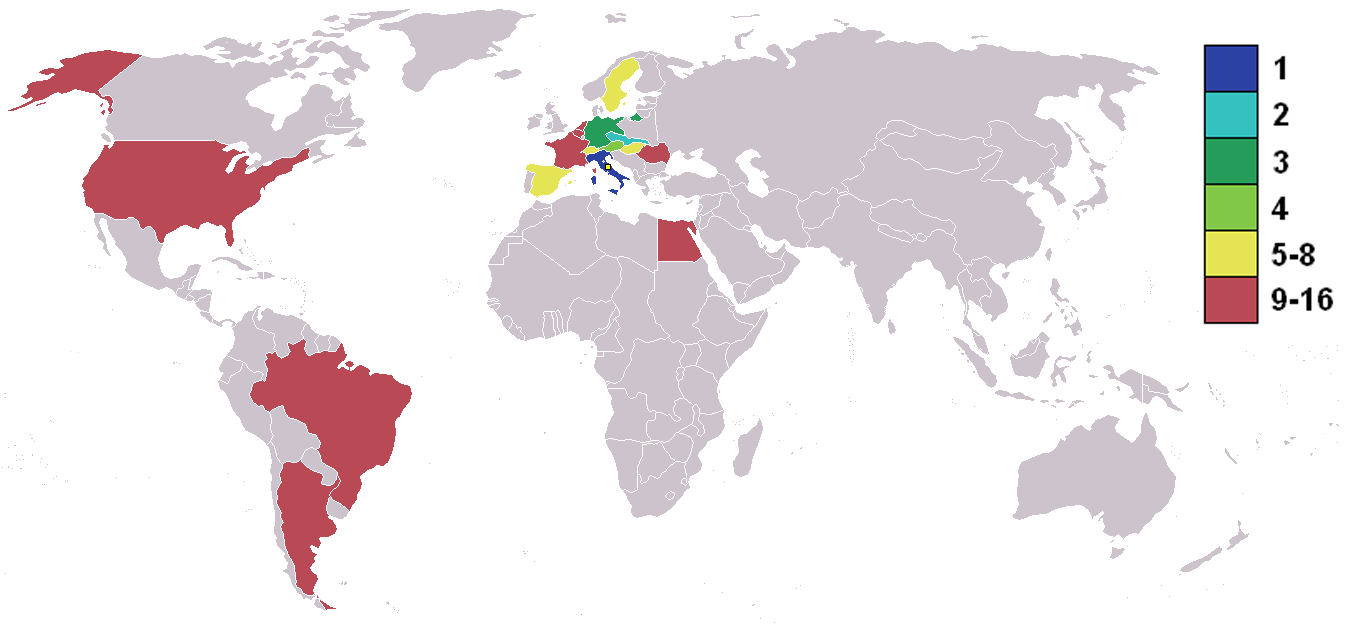
کشورهای شرکت کرده

| تیم                 | تعداد حضور | آخرین حضور |
| ------------------- | ---------- | ---------- |
| آرژانتین            | ۱۹۳۰       |            |
| اتریش               | ۱          | –          |
| بلژیک               | ۲          | ۱۹۳۰       |
| برزیل               | ۲          | ۱۹۳۰       |
| چکسلواکی            | ۱          | –          |
| مصر                 | ۱          | –          |
| فرانسه              | ۲          | ۱۹۳۰       |
| آلمان               | ۱          | –          |
| مجارستان            | ۱          | –          |
| ایتالیا             | ۱          | –          |
| هلند                | ۱          | –          |
| رومانی              | ۲          | ۱۹۳۰       |
| اسپانیا             | ۱          | –          |
| سوئد                | ۱          | –          |
| سوئیس               | ۱          | –          |
| ایالات متحده آمریکا | ۲          | ۱۹۳۰       |